# Laocalandra
Laocalandra är ett släkte av skalbaggar. Laocalandra ingår i familjen Dryophthoridae.
Kladogram enligt Catalogue of Life:
| Laocalandra | \| \| Laocalandra forticornis \| \| \| \| \| \| Laocalandra impressicollis \| \| \| \| |
|             | \| \| Laocalandra forticornis \| \| \| \| \| \| Laocalandra impressicollis \| \| \| \| |
|             | Laocalandra forticornis                                                                |
|             |                                                                                        |
|             | Laocalandra impressicollis                                                             |
|             |                                                                                        |